# Peristylus brevicalcar
Peristylus brevicalcar är en orkidéart som beskrevs av Cedric Errol Carr. Peristylus brevicalcar ingår i släktet Peristylus och familjen orkidéer. Inga underarter finns listade i Catalogue of Life.